# Suchowola (przystanek kolejowy)
Suchowola (ukr. Суховоля, ros. Суховоля) – przystanek kolejowy w miejscowości Suchowola, w rejonie lwowskim, w obwodzie lwowskim, na Ukrainie.
Przystanek istniał przed II wojną światową.